# Strażnica WOP Korczmin
Strażnica WOP Korcznin – podstawowy pododdział graniczny Wojsk Ochrony Pogranicza pełniący służbę ochronną na granicy polsko-radzieckiej.

## Formowanie i zmiany organizacyjne
W 1951, w związku z wymianą odcinków granicznych między Polską a ZSRR, dowództwo 234 batalionu WOP przeniesiono z Bełza do Tomaszowa Lubelskiego. Strażnica WOP Żużel przeniesiona została do m. Korczmin.
Od 15 marca 1954 wprowadzono nową numerację strażnic. Strażnica WOP Korczmin IV kategorii otrzymała numer 149.

## Ochrona granicy
Sąsiednie strażnice:
148 strażnica WOP Dłużniów ⇔ 150 strażnica WOP Ulików – 1954